# Evandale
Evandale är en ort i Australien. Den ligger i kommunen Northern Midlands och delstaten Tasmanien, i den sydöstra delen av landet, omkring 150 kilometer norr om delstatshuvudstaden Hobart. Antalet invånare är 1 290.
Trakten runt Evandale är nära nog obefolkad, med mindre än två invånare per kvadratkilometer.. Närmaste större samhälle är Launceston, omkring 17 kilometer nordväst om Evandale. 
Trakten runt Evandale består till största delen av jordbruksmark. Genomsnittlig årsnederbörd är 967 millimeter. Den regnigaste månaden är augusti, med i genomsnitt 119 mm nederbörd, och den torraste är februari, med 41 mm nederbörd.